# Tour de Catalogne 1924
Le Tour de Catalogne 1924 est la sixième édition du Tour de Catalogne, une course cycliste par étapes en Espagne. La course se déroule sur quatre étapes, entre le 29 mai et le 1er juin 1924, sur un total de 658 km. Le vainqueur final est l'Espagnol Mució Miquel. Il devance Teodoro Monteys et Victorino Otero.

## Étapes
| Étape     | Date     | Villes étapes        | km     | Vainqueur d’étape | Leader du classement général |
| --------- | -------- | -------------------- | ------ | ----------------- | ---------------------------- |
| 1re étape | 31 mai   | Barcelone - Figueras | 184 km | Mució Miquel      | Mució Miquel                 |
| 2e étape  | 1er juin | Figueras - Vic       | 176 km | Teodoro Monteys   | Mució Miquel                 |
| 3e étape  | 2 juin   | Vic - Reus           | 188 km | Mució Miquel      | Mució Miquel                 |
| 4e étape  | 3 juin   | Reus - Barcelone     | 110 km | Jaime Janer       | Mució Miquel                 |

### Étape 1. Barcelone - Figueres. 184 km
|   | Cycliste        | Temps           |
| - | --------------- | --------------- |
| 1 | Mució Miquel    | 6 h 08 min 00 s |
| 2 | Teodoro Monteys | + 4 min 43 s    |
| 3 | Victorino Otero | + 7 min 50 s    |

|   | Cycliste        | Temps           |
| - | --------------- | --------------- |
| 1 | Mució Miquel    | 6 h 08 min 00 s |
| 2 | Teodoro Monteys | + 4 min 43 s    |
| 3 | Victorino Otero | + 7 min 50 s    |

### Étape 2. Figueres - Vic. 176 km
|   | Cycliste        | Temps           |
| - | --------------- | --------------- |
| 1 | Teodoro Monteys | 7 h 34 min 00 s |
| 2 | Mució Miquel    | m. t.           |
| 3 | Victorino Otero | m. t.           |

|   | Cycliste        | Temps            |
| - | --------------- | ---------------- |
| 1 | Mució Miquel    | 13 h 42 min 00 s |
| 2 | Teodoro Monteys | + 4 min 43 s     |
| 3 | Victorino Otero | + 7 min 50 s     |

### Étape 3. Vic - Reus. 188 km
|   | Cycliste        | Temps           |
| - | --------------- | --------------- |
| 1 | Mució Miquel    | 7 h 21 min 00 s |
| 2 | Teodoro Monteys | + 5 min 30 s    |
| 3 | Victorino Otero | + 7 min 20 s    |

|   | Cycliste        | Temps            |
| - | --------------- | ---------------- |
| 1 | Mució Miquel    | 21 h 03 min 00 s |
| 2 | Teodoro Monteys | + 10 min 13 s    |
| 3 | Victorino Otero | + 15 min 10 s    |

### Étape 4. Reus - Barcelone. 110 km
|   | Cycliste        | Temps           |
| - | --------------- | --------------- |
| 1 | Jaime Janer     | 3 h 58 min 30 s |
| 2 | Telmo García    | m. t.           |
| 3 | Victorino Otero | m. t.           |

|   | Cycliste        | Temps            |
| - | --------------- | ---------------- |
| 1 | Mució Miquel    | 25 h 01 min 00 s |
| 2 | Teodoro Monteys | + 10 min 13 s    |
| 3 | Victorino Otero | + 15 min 10 s    |

## Classement final
| Pos. | Cycliste           | Temps             |
| 1    | Mució Miquel       | 25 h 01 min 00 s  |
| 2    | Teodoro Monteys    | + 10 min 13 s     |
| 3    | Victorino Otero    | + 15 min 10 s     |
| 4    | Joan Juan          | + 34 min 40 s     |
| 5    | Jaime Janer        | + 38 min 40 s     |
| 6    | Antoni Torrell     | + 58 min 49 s     |
| 7    | Pere Sant i Cirera | + 1 h 06 min 13 s |
| 8    | Manuel Alegre      | + 1 h 08 min 02 s |
| 9    | José Maria Sans    | + 1 h 34 min 36 s |
| 10   | Miguel García      | + 1 h 35 min 14 s |